# 辰興發展
辰興發展控股有限公司，簡稱辰興發展控股，以及辰興發展（英語：Chen Xing Development Holdings Limited，港交所：2286），在1997年，由白選奎（主席）、白武魁等人，於晉中（總部）成立「榆次新興房產開發有限公司（在2008年已被「辰興房地產發展有限公司 」合併）」。
該公司業務中國內地經營高端住宅、联排别墅、商场、写字楼等多种物业类型等重點房產開發。
股份在2015年7月3日於港交所主板上市。招股價為3.2港元，全球發售為1億股，而集資額為3.2億港元，主要用來開發龍田項目。

## 外部連結
- chen-xing.cn